# 佩爾普林

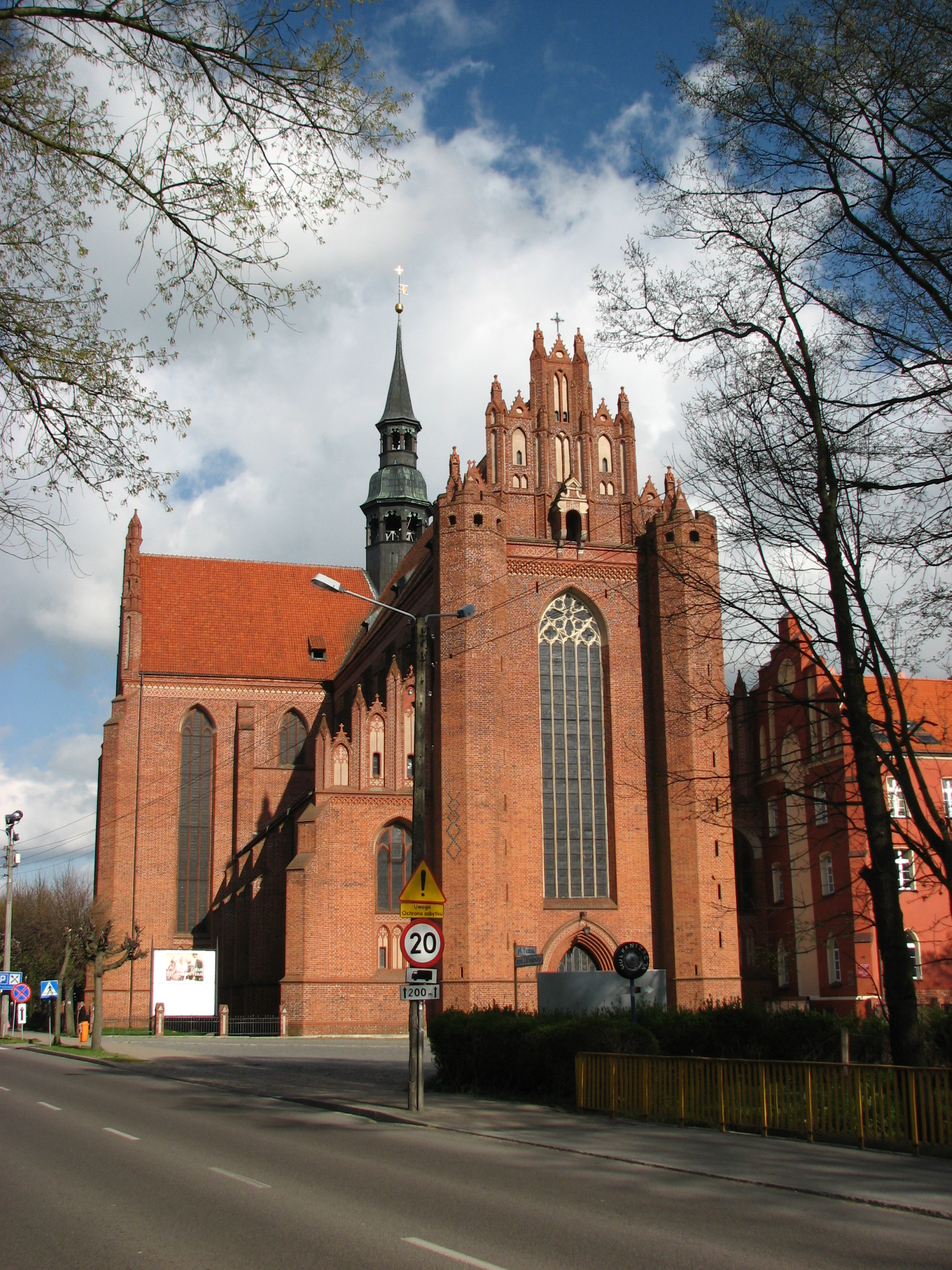

佩爾普林是波蘭的城鎮，位於該國北部，由濱海省負責管轄，面積4.45平方公里，主要經濟活動有貿易業、農業和服務業，2006年人口8,486。